# Гилкрист, Колм
Колм Ги́лкрист (англ. Colm Gilcreest, род. 7 мая 1974 года) — ирландский профессиональный игрок в снукер.

## Карьера
Бывший чемпион Ирландии. В конце 1990-х — начале 2000-х играл в мэйн-туре, но не добился значительных результатов и затем выбыл из тура. Лучший рейтинг Гилкриста — 84-й (сезон 2003/04). В 2004 Колм достиг 1/16 финала Irish Masters — один из лучших его результатов в мэйн-туре.
Некоторое время Колм успешно играл в серии PIOS. В 2008 вышел в финал любительского чемпионата мира, но проиграл Тепчайя Ун-Нуху, 7:11. Он же стал автором высшего брейка того турнира (142 очка).
В настоящее время Колм Гилкрист продолжает играть в различных любительских и профессионально-любительских турнирах. Так, в 2010 он вышел в полуфинал Irish Classic.